# DJ Isis
Isis van der Wel (Amsterdam, 29 april 1975), bekend onder haar artiestennaam DJ Isis (tot 2006 100% Isis), is een Nederlandse dj en producer. Zij wordt wereldwijd gezien als een van de vrouwelijke pioniers op het gebied van elektronische dansmuziek. Ze is de dochter van Ineke van der Wel-Markerink, de voormalige burgemeester van Rijswijk.

## Biografie
Isis is geboren in Amsterdam, groeide op in Goor en Warmond. Zij kwam al op jonge leeftijd in aanraking met muziek. Op zesjarige leeftijd begon ze met muzieklessen. Op twaalfjarige leeftijd (1987) kocht zij haar eerste houseplaat en werd haar enthousiasme voor deze muziekstijl aangewakkerd. Ze stopte met haar vwo-opleiding in Leiden en werd fulltime dj. Vanaf 1992 draaide ze in de bekendste Nederlandse clubs, waaronder de RoXY in Amsterdam. Sindsdien draait DJ Isis overal ter wereld in de dance-scene, met tours in Europa, Centraal-Amerika, Zuid-Amerika, Verenigde Staten, het Midden-Oosten, Afrika en Azië. Drie van haar mix-albums belandden in de nationale top 10. In 1995 stond ze aan de wieg van Chemistry in Amsterdam, waar zij jarenlang haar eigen draaiplek had en aldus haar bijdrage leverde aan deze populaire clubavond. In augustus 2006 besloot ze haar artiestennaam te wijzigen van 100% Isis in DJ Isis. Ze is medeoprichter van het prijswinnende gecrowdsourcete Magneet Festival. In 2011 won Isis de Life Time Achievement award tijdens de Gouden Kabouter Uitreiking. Iedere vijf jaar viert Isis haar dj-jubileum met een 6 uur durende solo-set in de grote zaal van Paradiso in Amsterdam. Voorjaar 2022 vierde ze daar haar 30-jarig jubileum.

## Nachtburgemeester
Van 2010 tot 2012 was Isis nachtburgemeester van Amsterdam. Ze wilde de uittocht van kunstenaars uit de hoofdstad een halt toeroepen door ‘meer ruimte te creëren voor spontaniteit en flexibiliteit’. Als nachtburgemeester stond ze aan de wieg van de 24-uursvergunningen van Amsterdam. Ze had zitting in het expertteam dat onder meer dit vergunningenbeleid evalueert en beoordeelt.

## Overige activiteiten
Eind jaren 90 maakte Isis deel uit van een kunstenaarscollectief dat evenementen organiseerde onder de naam State of Bliss. Ze startte in 2000 haar eigen artiestenmanagement- en evenementenproductiebureau Magma. Sindsdien organiseert zij evenementen onder de naam All is One. In oktober 2005 richtte ze een gelijknamig platenlabel op. In 2014 heeft All is One een aantal remixes uitgebracht van de Nederlandse band Doe Maar.
In 2009 was Isis ambassadeur voor de vrijheid voor het Nationaal Comité 4 en 5 mei. Met een helikopter vloog ze samen met Ellen ten Damme het hele land door voor diverse liveoptredens. In 2023 organiseerde ze op Ruigoord een eigen viering van Beltane, het Keltische vruchtbaarheidsfeest en in 2024 ook van Samhain, de Keltische viering (waar Allerheiligen en Halloween uit voort zijn gekomen) om de doden te herdenken, die het begin markeert van de donkerdere helft van het jaar.
In 2019 is Isis benoemd tot bestuurslid van de Amsterdamse Kunstraad en aldaar voorzitter van de commissie Muziek(theater). In 2020 is Isis daarnaast benoemd tot lid van de Commissie voor Ateliers en (Woon)Werkpanden Amsterdam. Vanuit deze posities adviseert zij het Amsterdamse college van B en W.

## Discografie
Isis & Mozes:
- Ostara ep (Krooks records 2018)
- Raining from My Eyes featuring Sandhya Sanjana (Akasha records 2019)

DJ Mix cd's:
- 100% Isis (EMI/VIRGIN/ARIOLA/BMG)
- 100% Isis 2 (EMI/VIRGIN/ARIOLA/BMG)
- Reformation (NEWS)
- Pulse (in samenwerking met Oxfam Novib; alle opbrengsten gaan naar Girls Power Initiative, een project voor jonge vrouwen in Nigeria.

Met Piet Jan Blauw:
- Eenhoorn (All is One Records, 2008)
- Ibiza Luna (All is One Records, 2009)
- Blandas (All is One Records, 2009)

Isis solo:
- Liberté (All is One Records, 2009)
- Liberté Remixes (All is One Records, 2009)